# Caxias do Sul
Caxias do Sul (phát âm tiếng Bồ Đào Nha: [kaˈʃias du ˈsuw]) là một thành phố của Rio Grande do Sul, Nam Brasil. Thành phố tọa lạc tại vùng núi Serra Gaúcha. Thành phố do những người Ý nhập cư thành lập ngày 20 tháng 6 năm 1890. Đây là thành phố lớn thứ hai của bang Rio Grande do Sul. Dân số năm 2010 là 410.166 người.

## Khí hậu
| Dữ liệu khí hậu của Caxias do Sul (1981–2010) | Dữ liệu khí hậu của Caxias do Sul (1981–2010) | Dữ liệu khí hậu của Caxias do Sul (1981–2010) | Dữ liệu khí hậu của Caxias do Sul (1981–2010) | Dữ liệu khí hậu của Caxias do Sul (1981–2010) | Dữ liệu khí hậu của Caxias do Sul (1981–2010) | Dữ liệu khí hậu của Caxias do Sul (1981–2010) | Dữ liệu khí hậu của Caxias do Sul (1981–2010) | Dữ liệu khí hậu của Caxias do Sul (1981–2010) | Dữ liệu khí hậu của Caxias do Sul (1981–2010) | Dữ liệu khí hậu của Caxias do Sul (1981–2010) | Dữ liệu khí hậu của Caxias do Sul (1981–2010) | Dữ liệu khí hậu của Caxias do Sul (1981–2010) | Dữ liệu khí hậu của Caxias do Sul (1981–2010) |
| Tháng                                         | 1                                             | 2                                             | 3                                             | 4                                             | 5                                             | 6                                             | 7                                             | 8                                             | 9                                             | 10                                            | 11                                            | 12                                            | Năm                                           |
| --------------------------------------------- | --------------------------------------------- | --------------------------------------------- | --------------------------------------------- | --------------------------------------------- | --------------------------------------------- | --------------------------------------------- | --------------------------------------------- | --------------------------------------------- | --------------------------------------------- | --------------------------------------------- | --------------------------------------------- | --------------------------------------------- | --------------------------------------------- |
| Cao kỉ lục °C (°F)                            | 34.6 (94.3)                                   | 35.4 (95.7)                                   | 33.4 (92.1)                                   | 31.4 (88.5)                                   | 28.4 (83.1)                                   | 26.0 (78.8)                                   | 28.2 (82.8)                                   | 30.4 (86.7)                                   | 32.5 (90.5)                                   | 33.0 (91.4)                                   | 33.9 (93.0)                                   | 34.8 (94.6)                                   | 35.4 (95.7)                                   |
| Trung bình ngày tối đa °C (°F)                | 26.6 (79.9)                                   | 26.5 (79.7)                                   | 25.3 (77.5)                                   | 22.3 (72.1)                                   | 18.7 (65.7)                                   | 17.3 (63.1)                                   | 16.9 (62.4)                                   | 19.1 (66.4)                                   | 19.6 (67.3)                                   | 21.9 (71.4)                                   | 24.2 (75.6)                                   | 25.9 (78.6)                                   | 22.0 (71.6)                                   |
| Trung bình ngày °C (°F)                       | 21.2 (70.2)                                   | 21.0 (69.8)                                   | 19.9 (67.8)                                   | 17.3 (63.1)                                   | 14.1 (57.4)                                   | 12.7 (54.9)                                   | 12.1 (53.8)                                   | 13.4 (56.1)                                   | 14.2 (57.6)                                   | 16.7 (62.1)                                   | 18.4 (65.1)                                   | 20.0 (68.0)                                   | 16.8 (62.2)                                   |
| Tối thiểu trung bình ngày °C (°F)             | 17.3 (63.1)                                   | 17.4 (63.3)                                   | 16.4 (61.5)                                   | 13.8 (56.8)                                   | 11.1 (52.0)                                   | 9.5 (49.1)                                    | 8.7 (47.7)                                    | 9.7 (49.5)                                    | 10.4 (50.7)                                   | 12.7 (54.9)                                   | 14.3 (57.7)                                   | 16.0 (60.8)                                   | 13.1 (55.6)                                   |
| Thấp kỉ lục °C (°F)                           | 5.1 (41.2)                                    | 7.4 (45.3)                                    | 5.2 (41.4)                                    | 1.5 (34.7)                                    | −1.6 (29.1)                                   | −3.0 (26.6)                                   | −3.0 (26.6)                                   | −2.3 (27.9)                                   | −1.6 (29.1)                                   | 0.1 (32.2)                                    | 3.9 (39.0)                                    | 5.7 (42.3)                                    | −3.0 (26.6)                                   |
| Lượng Giáng thủy trung bình mm (inches)       | 158.5 (6.24)                                  | 154.9 (6.10)                                  | 111.3 (4.38)                                  | 120.4 (4.74)                                  | 140.9 (5.55)                                  | 156.0 (6.14)                                  | 189.4 (7.46)                                  | 145.1 (5.71)                                  | 163.1 (6.42)                                  | 178.7 (7.04)                                  | 143.9 (5.67)                                  | 140.5 (5.53)                                  | 1.802,7 (70.97)                               |
| Số ngày giáng thủy trung bình (≥ 1.0 mm)      | 13                                            | 11                                            | 10                                            | 9                                             | 10                                            | 10                                            | 11                                            | 10                                            | 10                                            | 12                                            | 11                                            | 11                                            | 128                                           |
| Độ ẩm tương đối trung bình (%)                | 77.4                                          | 78.3                                          | 79.9                                          | 80.3                                          | 81.6                                          | 81.4                                          | 78.4                                          | 74.4                                          | 76.3                                          | 78.1                                          | 76.1                                          | 75.3                                          | 78.1                                          |
| Số giờ nắng trung bình tháng                  | 204.0                                         | 185.5                                         | 191.5                                         | 168.3                                         | 150.4                                         | 127.1                                         | 143.6                                         | 146.3                                         | 145.4                                         | 163.3                                         | 199.2                                         | 187.5                                         | 2.012,1                                       |
| Nguồn: INMET                                  |                                               |                                               |                                               |                                               |                                               |                                               |                                               |                                               |                                               |                                               |                                               |                                               |                                               |

## Thành phố kết nghĩa
- Little Rock, Arkansas, Hoa Kỳ[4]